# ادویه مخلوط

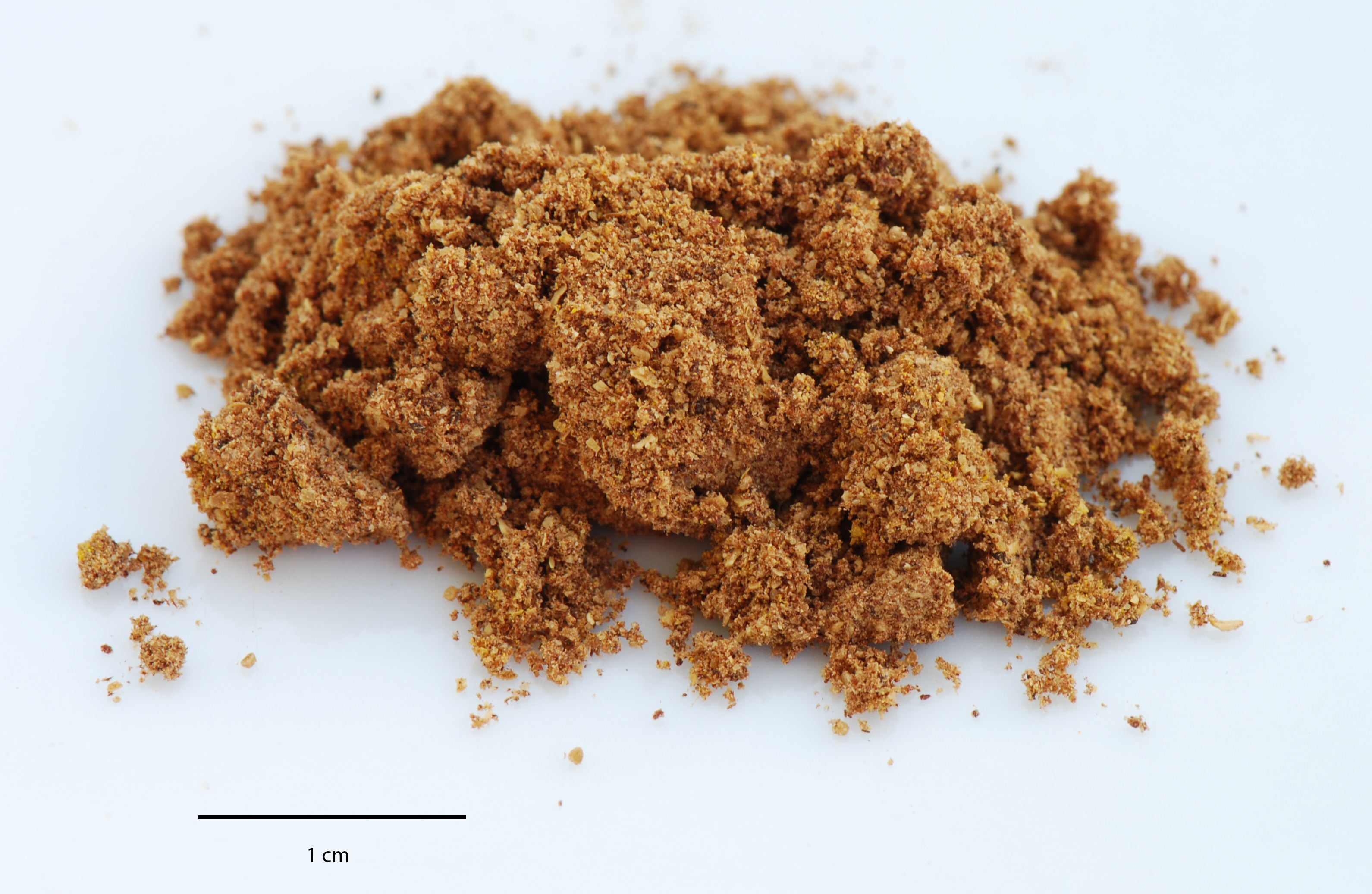

ادویه مخلوط (koekkruiden) ادویه پودینگ نیز نامیده می‌شود، یک ترکیب بریتانیایی از ادویه‌های شیرین است، شبیه به ادویه پای کدو تنبل که در ایالات متحده استفاده می‌شود. دارچین طعم غالب است، با جوز هندی و فلفل فرنگی. اغلب در پخت و پز یا مکمل میوه‌ها یا سایر غذاهای شیرین استفاده می‌شود.
حداقل در سال ۱۸۲۸ از اصطلاح «ادویه مخلوط» برای این ترکیب از ادویه‌ها در کتاب‌های آشپزی استفاده شده‌است.

## مواد لازم
ادویه مخلوط معمولاً حاوی:
- دارچین (یا دارچین چینی)
- جوز هندی
- فلفل فرنگی

همچنین ممکن است حاوی یا معمولاً به آن اضافه شده باشد:
- میخک صدپر
- زنجبیل
- گشنیز (دانه)
- زیره سیاه
- فلفل کاین (از نظر تاریخی)